# ブサイナ・ビント・タイムール
ブサイナ・ビント・タイムール・アール・サイード（阿: بثينة بنت تيمور آل سعيد、英: Buthaina bint Taimur Al Said、1937年10月10日 - ）は、オマーンの王族。

## 生涯

### 日本時代
1935年、神戸のダンスホールで当時19歳だった大山清子と知り合った49歳の前オマーン国王タイムール・ビン・ファイサルは、日本への永住を決意して翌1936年に再び日本に渡航し、清子と結婚する。2人は神戸市葺合区中尾町の邸宅に住み、1937年にブサイナ（日本名：節子）が誕生する。
タイムールと清子は円満な生活を送っていたが、やがて清子は結核に罹患する。清子は入院中の病院からたびたび抜け出したため、タイムールは自身やブサイナにうつることを恐れてブサイナを清子の母親に預け、自身はボンベイに移った。1939年11月に清子は病死する。1940年5月に日本に戻ったタイムールは、清子の墓を建てた後にブサイナを連れて日本を出国した。

### オマーン移住後
1940年に日本を離れてしばらくカラチに滞在した後、マスカットに移り、タイムールの第一夫人で国王サイード・ビン・タイムールの母の元に預けられた。父であるタイムールは、日本を離れた以上、完全なオマーン人として育てるという方針をとったため、日本の影響は断ち切られた。さらに異母兄のサイードは、ブサイナを王宮に軟禁した。
1970年、サイードが息子カーブースの起こした宮廷クーデターにより退位し、カーブースが即位すると軟禁が解かれ、1978年には母親の墓参りに日本を訪れた。
現在はマスカット在住であり、子息はオマーン・エアに勤務している。

## 名前について
「ブサイナ」はアラビア語で「柔らかで平坦な土地、なめらかな砂」「柔らかなクリーム」という意味で、色白でふっくらしたアラブ美人・美女の代名詞としても知られるアラビア語女性名である。「ビント・～」は「～の娘（であるところの）」を意味し、「ビント・タイムール」で「タイムールの娘」となる。「アール・サイード」はオマーン王家の家名・氏族名「サイード家」を意味する。日本名は「節子」であり、日本国内では母である大山清子の墓誌名から「節子・アール・サイード」と名乗ったと考えられる。

## その他
フジテレビにより、2016年に『奇跡体験!アンビリバボー 国境を越えた愛の物語 〜80年前のシンデレラ』（2月4日放映）で、2018年に『ザ・ノンフィクション 私の姪はアラブの王女』（3月4日放映）で紹介された。